# Partido Trabalhista Português

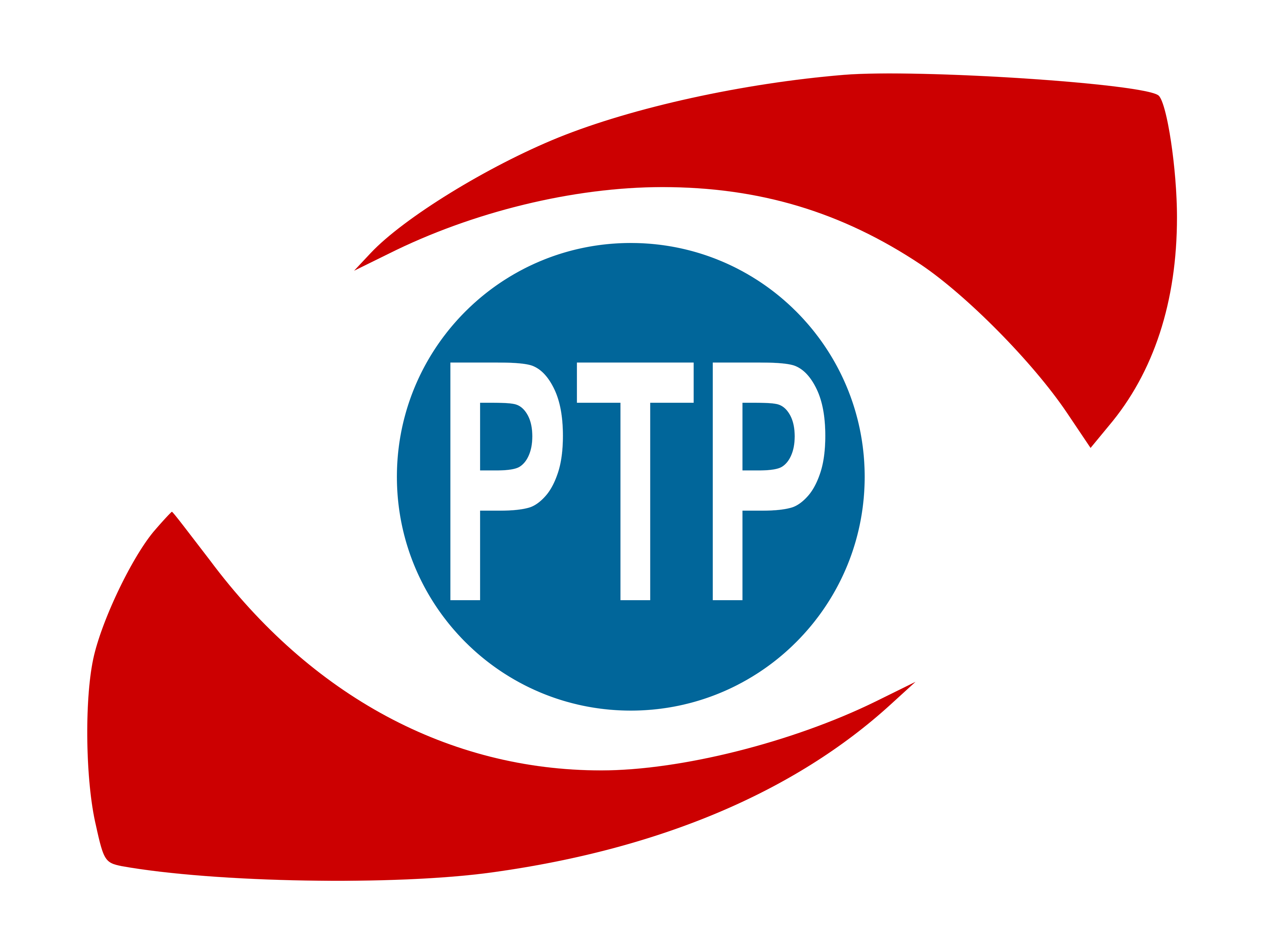
Logo (seit 2009)

Die Partido Trabalhista Português (PTP), zu Deutsch „Portugiesische Arbeiterpartei“, ist eine 2009 gegründete sozialdemokratische, portugiesische Kleinpartei. Die Partei trat seit ihrer Gründung bei allen Wahlen an, konnte jedoch nur bei den Regionalwahlen auf der Insel Madeira drei Mandate erringen. Vorsitzender der Partei ist Amândio Cerdeira Madaleno, Generalsekretär Joaquim de Jesus Magalhães Fonseca, die Partei hat ihren Sitz in Lissabon.
In der Geschichte Portugal ist dies bereits die vierte Partei mit diesem Namen.

## Geschichte
Die Partei gründete sich im Juni 2009, das portugiesische Verfassungsgericht, das für die Anerkennung von politischen Parteien in Portugal zuständig ist, erkannte die Partei am 1. Juli 2009 an.
Die PTP, die mit dem Spruch „Justiça, Segurança, Saúde, Emprego“ (zu Deutsch „Gerechtigkeit, Sicherheit, Gesundheit, Arbeit“) wirbt, definiert sich selbst als Partei der linken Mitte zugehörig und den Werten der Sozialdemokratie verpflichtet. Sie sieht sich selbst als „moderaterer Bloco de Esquerda, weniger grimmig und dafür ausgeglichener“. Die PTP hatte auch den Sozialisten Manuel Alegre eingeladen Mitglied zu werden, dieser lehnte jedoch ab.
Seit ihrer Gründung trat die Partei bei allen Wahlen in Portugal an, blieb jedoch nahezu immer unter einem Prozent. Bei den Wahlen zum Regionalparlament von Madeira errang die Partei 6,86 Prozent der Stimmen und gewann damit ihre ersten drei Mandate.
In der PTP-Fraktion im Regionalparlament Madeira gab es zahlreiche Streitigkeiten, insbesondere da der Fraktionsvorsitzende und ehemalige PND-Anhänger José Manuel Coelho, mehrmals seitens des Parlaments gerügt wurde. Daraufhin schlossen die beiden anderen Abgeordneten Coelho aus, die PTP verlor damit ihren Fraktionsstatus im Parlament. 2013 wurde Coelho wegen Rufmordes am Präsidenten und Vizepräsidenten der Region Madeira zu 18 Monaten Haft verurteilt. Dennoch nominierte die Partei Coelho für die Europawahlen 2014, Coelho selbst lehnte jedoch seine Nominierung ab. Daraufhin kandidierte Parteivorsitzender Amândio Madaleno als Spitzenkandidat.

## Wahlergebnisse
- Parlamentswahl 2009: 4.789 Stimmen, 0,09 Prozent (0 Mandate)[6]
- Lokalwahlen 2009: 732 Stimmen, 0,01 Prozent (0 Mandate)[7]
- Parlamentswahl 2011: 16.895 Stimmen, 0,3 Prozent (0 Mandate)[8]
- Regionalwahlen auf Madeira 2011: 10.112 Stimmen, 6,86 Prozent (3 Mandate)[9]
- Lokalwahlen 2013: 8.552 Stimmen, 0,17 Prozent (0 Mandate)
- Europawahl in Portugal 2014: 22.531 Stimmen, 0,69 Prozent (0 Mandate)[10]
- Parlamentswahl 2015: 1.748 Stimmen, 0,03 Prozent (0 Mandate)
- Europawahl in Portugal 2019: 8.640 Stimmen, 0,26 Prozent (0 Mandate)[11]
- Parlamentswahl 2019: 8.271 Stimmen, 0,16 Prozent (0 Mandate)
- Parlamentswahl 2022: 3.533 Stimmen, 0,06 Prozent (0 Mandate)
- Parlamentswahl 2024: 2.443 Stimmen, 0,04 Prozent (0 Mandate)
- Europawahl in Portugal 2024: 4.307 Stimmen, 0,11 Prozent (0 Mandate)[12]